# Vila Mariana (distretto di San Paolo)
Vila Mariana è un distretto (distrito) della zona centro-meridionale della metropoli brasiliana di San Paolo, situato nella subprefettura di Vila Mariana.
È un'area tra le più benestanti di San Paolo; caratterizzata dalla presenza di numerose attività commerciali e di diverse istituzioni culturali.

## Storia
Nel 1782, il governatore della Capitaneria Reale di San Paolo, Francisco da Cunha Menezes, concesse una sesmaria a Lázaro Rodrigues Piques. Il terreno si trovava tra il torrente Ipiranga e l'Estrada do Cursino, comprendendo il futuro quartiere di Vila Mariana, già Saúde; attorno a questa sesmaria sorsero molte questioni fondiarie. In origine si chiamava Cruz das Almas (Croce delle Anime) a causa delle croci collocate in quel luogo quando i tropeiros venivano uccisi dai ladri a metà del XIX secolo sulla continuazione della “Estrada do Vergueiro” (oggi Rua Vergueiro) aperta nel 1864 da José Vergueiro e che era la nuova strada per Santos. In seguito fu ribattezzata Colônia e infine Vila Mariana, nome dato dal colonnello della Guardia Nazionale Carlos Eduardo de Paula Petit, dalla fusione dei nomi di sua moglie Maria e della madre di sua moglie, Ana. 
Tra il 1883 e il 1886 fu costruita la ferrovia per Santo Amaro da Rua São Joaquim a Liberdade; il suo costruttore era l'ingegnere Alberto Kuhlmann e la sua società si chiamava Cia. 

## Descrizione
Situato a sud di Bela Vista e Liberdade, a est di Jardim Paulista e a ovest di Ipiranga, è una zona dinamica della città. Come il quartiere limitrofo, Moema, è una zona benestante e comprende alcuni dei simboli più famosi di San Paolo, come il Parco Ibirapuera, l'Obelisco e il Mausoleo degli eroi della Rivoluzione Costituzionalista del 1932 e il “Monumento às Bandeiras”, e il monumento ai Fondatori di San Paolo.

## Cultura
Il quartiere ospita la Escola Paulista de Medicina dell'Università Federale di San Paolo (UNIFESP), il Centro Universitário Belas Artes de São Paulo, la Escola Superior de Propaganda e Marketing, il Centro Universitário Assunção- UNIFAI e il Museo Lasar Segall, oltre ad alcune delle scuole più tradizionali della città come il Colégio Bandeirantes, il Colégio Benjamin Constant, il Liceu Pasteur, il Colégio Marista Arquidiocesano, il Colégio Madre Cabrini e l'istituto tecnico e scolastico SENAI - Anchieta. 

## Infrastrutture e trasporti
Il quartiere è servito dalla linea 1 Blu, dalla linea 2 Verde, dalla linea 5 Lilla della metropolitana di San Paolo.